# 高明偉
高明偉（1968年10月28日—），台灣男藝人，演出過多部電視劇、舞台劇及廣告。現專職婚禮主持人，逾百場的婚禮主持經驗。擔任祝福婚禮主持樂團以及高星活動公關顧問有限公司創意總監。

## 電視劇
| 頻 道      | 劇 名                                   | 飾 演          |
| ---------- | --------------------------------------- | -------------- |
| 台視       | 李鐵拐 第六單元〈小氣財神〉             | 師爺           |
| 台視       | 台灣廖添丁                              | 畚箕、陳銀樹   |
| 台視       | 查某頭家                                | 阿三           |
| 台視       | 求婚事務所 第七單元〈你是我今生的新娘〉 | 二毛哥         |
| 台視       | 東華春理髮廳                            | 金剪獎主持人   |
| 公視       | 人生劇展－仙人掌男人                    | 節目主持       |
| 公視       | 「打拼」系列 第二集 福爾摩沙            | 鄭芝龍         |
| 公視       | 人生劇展－錄鬼簿                        | 尤勝雄         |
| 公視       | 死神少女                                | 高登           |
| 公視       | 他們在畢業的前一天爆炸                  | 房東           |
| 中視       | 光陰的故事                              | 老師           |
| 中視       | 豪門本色                                | 阿坤           |
| 華視       | 惡女阿楚                                | 董傑倫         |
| 華視       | 剪刀石頭布                              | 趙良棟         |
| 三立台灣台 | 鸟来伯与十三姨第一代                    | 歌厅经理/小陳  |
| 三立台灣台 | 鳥來伯與十三姨－幸福白馬里              | 白巫勝         |
| 三立台灣台 | 台灣阿誠                                | 李紹基（燒雞） |
| 三立台灣台 | 戲說台灣－夜弄石頭公                    | 李鐵齒         |
| 三立台灣台 | 台灣霹靂火                              | 羅鐵牛         |
| 三立台灣台 | 台灣龍捲風                              | 周海豐         |
| 三立台灣台 | 金色摩天輪                              | 蔡耀堂         |
| 三立台灣台 | 天下第一味                              | 福叔           |
| 三立台灣台 | 真情滿天下                              | 阿順           |
| 三立台灣台 | 家和萬事興                              | 眼睛仔         |
| 三立台灣台 | 牽手                                    | 陳導演         |
| 三立台灣台 | 天下女人心                              | 吳陸七         |
| 三立都會台 | 千金百分百                              | 阿昌           |
| 三立都會台 | 王子變青蛙                              | 阮濱湖         |
| 三立都會台 | 波麗士大人                              | 老吳           |
| 三立都會台 | 福氣又安康                              | 盜採業者       |
| 三立都會台 | 醉後決定愛上你                          | 陳阿泉         |
| 八大綜合台 | 終極一班                                | 手下           |
| 民視       | 大腳阿媽                                | 三吉           |
| 民視       | 台灣作家劇場－第八節課                  | 林秋生         |
| 民視       | 民視劇場－台北超級市民                  | 冷漠乘客       |
| 民視       | 家有日本妻                              | 陳大器         |
| 民視       | 女人40一枝花                            | 羅柏高         |
| 民視       | 意難忘                                  | 小陳           |
| 民視       | 夫妻天註定                              | 高老闆         |
| 民視       | 愛情兩好三壞                            | 廖北亞         |
| 民視       | 濟公〈土地公娶親〉                      | 朱勝武         |
| 民視       | 終極三國                                | 程普           |
| 民視       | 我的老師叫小賀                          | 朱義資         |

## 電影
- 狗蛋大兵 (1996)
- 超級三等兵 (1997)
- 頑皮故事 (1997)
- 女歡 (1999)
- 純屬意外 (2000)
- 自由門神 (2001)
- 挖洞人 (2001)
- 練習曲 (2006)
- 那些年，我們一起追的女孩 (2011)
- 總鋪師 (2013)

## 舞台劇
- 屏風表演班
  - 1987《傳與本紀》、《民國76備忘錄》
  - 1989《半里長城》、《民國78備忘錄》
  - 1994《西出陽關》、《太平天國》
  - 1995《半里長城》、《莎姆雷特》
  - 1996《黑夜白賊》、《京戲啟示錄》
  - 1997/2002/2009《三人行不行I》
  - 1999《我妹妹》
  - 2005《好色奇男子》

- 果陀劇場
  - 1989《台灣第一》

- 綠光劇團
  - 1997《結婚？結昏！－辦桌》
- 春禾劇團
  - 2002《春禾十八招》

## 廣告代言
- 7-11「老外的年夜飯」
- 安泰人壽
- 隆美窗簾 （页面存档备份，存于）
- 合成牌馬桶
- 古道綠茶
- 統一麵「電子雞篇」、「小魔星篇」
- 台糖蜆精

## 綜藝節目
- 2011.05.11 SS小燕之夜－百年婚禮一定要有”他”
- 2010.05.17 沈春華 Life Show－物超所值的夢幻婚禮
- 2007.04.19 康熙來了－我的浪漫婚禮
- 2006.09.12 國光幫幫忙－靠說話也能賺大錢嗎？
- 2003.06.19 黃金夜總會 [1]
- 不可思議的世界
- 大家來說笑
- 綜藝大集合 壽星大發
- 鑽石點唱秀

## 外部連結
- 高星活動公關顧問有限公司 （页面存档备份，存于）
- 祝福婚禮樂團 （页面存档备份，存于）
- 高明偉的Facebook專頁
- 高明偉在互联网电影资料库（IMDb）上的資料（英文）（英文）
- 高明偉在香港影庫上的簡介